# Hipparchia fagi
Hipparchia fagi е вид пеперуда от семейство Многоцветници (Nymphalidae). Видът е почти застрашен от изчезване.

## Разпространение и местообитание
Разпространен е в Австрия, Албания, Андора, Босна и Херцеговина, България, Германия, Гърция, Испания, Италия, Португалия, Северна Македония, Румъния, Русия, Словакия, Словения, Сърбия, Украйна, Унгария, Франция, Хърватия, Черна гора, Чехия и Швейцария.
Регионално е изчезнал в Люксембург.
Обитава гористи местности, пустинни области, ливади, храсталаци и степи.

## Описание
Популацията на вида е намаляваща.